# فيل باركنسون
فيل باركنسون (بالإنجليزية: Phil Parkinson)‏ (1 ديسمبر 1967 في المملكة المتحدة - ) هو مدرب كرة قدم ولاعب كرة قدم بريطاني في مركز الوسط. لعب مع نادي بوري ونادي ريدنغ ونادي ساوثهامبتون.

## وصلات خارجية
- فيل باركنسون على موقع قاعدة بيانات كرة القدم.إي يو (الإنجليزية)
- فيل باركنسون على موقع Soccerbase.com (لاعب) (الإنجليزية)
- فيل باركنسون على موقع Soccerbase.com (مدرب) (الإنجليزية)